# NGC 2617
NGC 2617 ist eine Spiralgalaxie vom Hubble-Typ Sc im Sternbild Wasserschlange südlich des Himmelsäquators. Sie ist schätzungsweise 183 Millionen Lichtjahre von der Milchstraße entfernt.
Das Objekt wurde am 12. Februar 1885 vom französischen Astronomen Édouard Stephan entdeckt.